# Cantua megapotamica
Cantua megapotamica är en blågullsväxtart som beskrevs av Spreng.. Cantua megapotamica ingår i släktet Cantua och familjen blågullsväxter. Inga underarter finns listade i Catalogue of Life.